# Trötta ande, hwila dig
Trötta ande, hwila dig är en psalmtext med sex 6-radiga verser av Gerhard Tersteegen.

## Publicerad som
- Femte andliga sången ur Andeliga sånger i Lilla Kempis, 4:upplagan, 1876.